# 健康科学館
健康科学館（けんこうかがくかん）は、広島県広島市中区にある、健康、身体分野をテーマにした科学館。運営は、（公財）広島原爆障害対策協議会。

## 概要

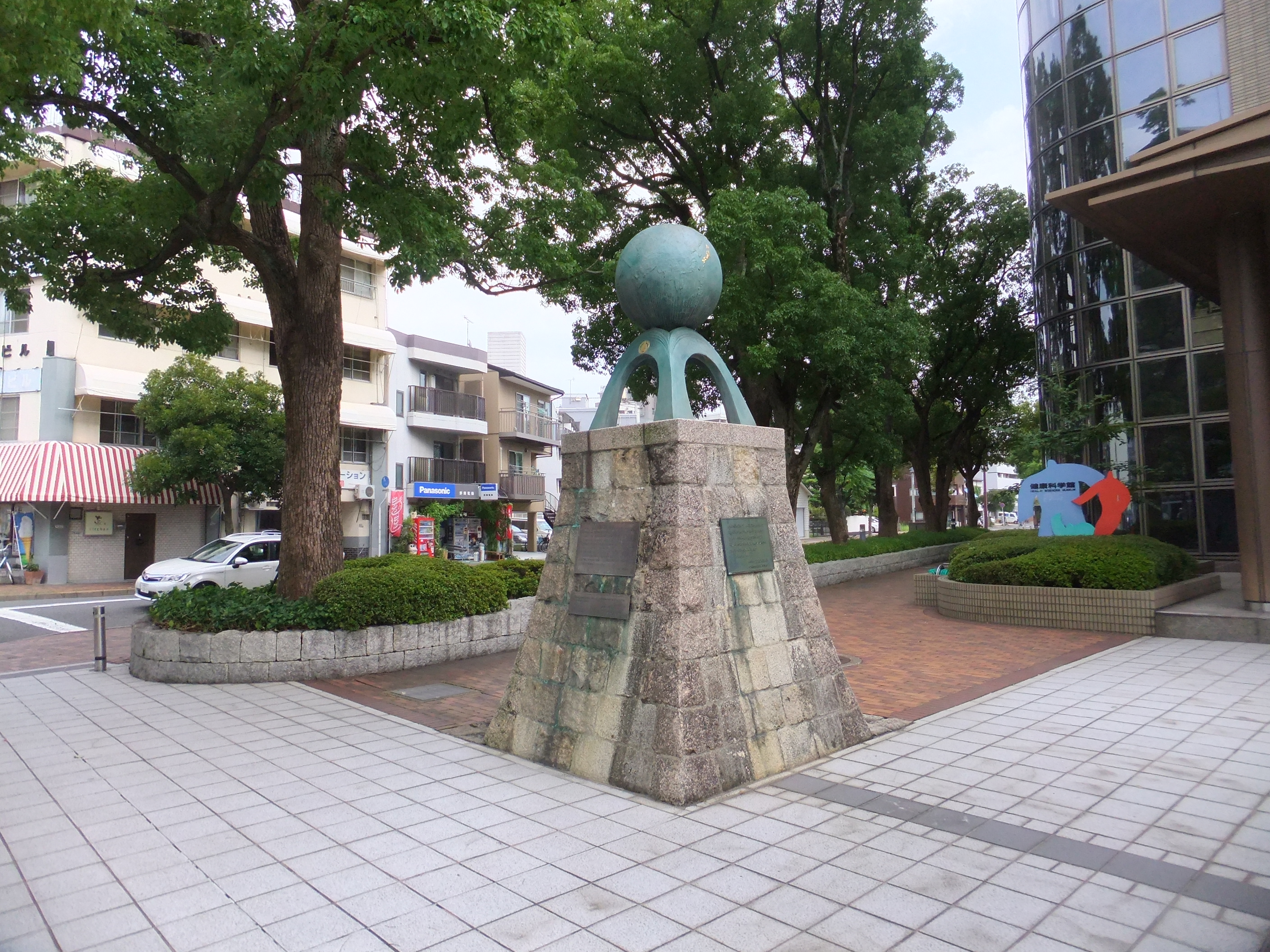
本館正面に立つ「広島高等工業学校・広島大学工学部創立75周年記念碑」 / この近辺がかつて広大工学部キャンパスであったことを示している。

1989年（平成元年）9月にオープン。広島市総合健康センター内の5階にある。広島市総合健康センターとは、広島市健康づくりセンター（健康管理・増進センター、健康科学館）、広島市医師会臨床検査センター、広島原爆被爆者福祉センターの総称。
2024年11月に広島市が入館者の減少や展示物の老朽化により、2026年度末をもって廃止する方針である事が報道。

## 住所
- 広島市中区千田町三丁目8番6号

## 館内
- ゾーン別にわかれていて、研修室もある。

## 休館日
- 毎週月曜日（祝休日の場合は開館）
- 祝日の翌日（土・日曜日の場合は開館）
- 12/28～1/4

## 開館時間
- 午前9時から午後5時まで（ただし、入館は午後4時30分まで）

## 入館料金
- 大人 370円
- 小人 180円

## 無料開放日
- 11月3日（文化の日）
- 5月5日（こどもの日）の小人料金
- 土曜日の小人料金 （ただし土曜日が夏季.冬季.春季休み・国民の祝日の場合を除く）

## アクセス
- 駐車場あり
- 広島電鉄　広電本社前停留場
- 詳しくはこちらを参照